# Kenny Acheson
Henry Kenneth Acheson (ur. 27 listopada 1957 roku w Cookstown, Irlandia Północna) – brytyjski kierowca wyścigowy.

## Kariera

### Początki
Za sprawą ojca Kenny zainteresował się wyścigami samochodowymi i w roku 1978 wyjechał do Anglii. Rozpoczął tam starty w lokalnej Formule Ford. W latach 1979–1980 brał udział w prestiżowej Brytyjskiej Formule 3.

### Formuła 2
W sezonie 1981 Brytyjczyk awansował do Formuły 2. W zespole Toleman, będąc partnerem Szweda Stefana Johanssona, dwukrotnie zakończył zmagania na punktowanej pozycji. Ostatecznie został sklasyfikowany na 15. pozycji, z dorobkiem pięciu punktów (w porównaniu z trzecią szwedzkiego kierowcy). W sezonie tym Kenny przeżył po raz pierwszy poważny wypadek. Na ulicznym torze w Pau, po zaciętej walce z Włochem Michele Alboreto, uderzył w drzewo. W kolejnym roku startów (w ekipie Ralt) czterokrotnie zdołał zapunktować, w tym raz stanąć na podium (drugie miejsce na brytyjskim obiekcie Truxton). Dodatkowo podczas ulicznej francuskiej rundy w Pau, wykręcił najszybsze okrążenie wyścigu. Dorobek dwunastu punktów pozwolił mu zająć 7. lokatę. Ostatni sezon w F2 nie był udany dla Achesona. W ciągu 8 rund tylko raz zdobył punkty (druga pozycja w Pau) i na cztery rundy przed zakończeniem cyklu zmagań, opuścił stajnię Maurer Motorsport.

### Formuła 1
Powodem przerwania sezonu w F2, była możliwość debiutu (dzięki odpowiedniemu wsparciu finansowemu) w Formule 1. W zespole RAM Brytyjczyk zastąpił Francuza Philippe Alliot. Pierwszym wyścigiem dla Kenny'ego była rodzinna runda, na torze Silverstone. Acheson nie zdołał się jednak do niej zakwalifikować. Sytuacja ta utrzymywała się aż do ostatniej rundy w sezonie (siódmej dla brytyjskiego kierowcy), o GP RPA. Wyścig zakończył na dwunastej, ostatniej pozycji, ze stratą sześciu okrążeń do zwycięzcy.
Na następny rok startów Brytyjczyk nie znalazł dla siebie miejsca w żadnej ze stajni. Nieoczekiwanie pojawiła się jednak kolejna szansa występu. W zespole Skoal Bandit Team zajął miejsce tragicznie zmarłego Niemca, Manfreda Winkelhocka. Po trzech rundach (z powodu problemów technicznych dwóch nie ukończył, natomiast do jednej nie zdołał się przekwalifikować) zakończył jednak współpracę z teamem, w wyniku braku funduszy. Po tym sezonie nigdy już nie wrócił do F1.

### Po Formule 1
Po zakończeniu kariery w Formule 1, Brytyjczyk jeszcze w tym samym roku zaliczył nieudany epizod w amerykańskiej serii CART. W roku 1986, za sprawą brytyjskiej stajni Eddie Jordan Racing wziął udział w jednej rundzie Międzynarodowej Formuły 3000, na torze w Austrii. Wyścigu jednak nie udało mu się ukończyć. W latach 1987–1989 brał udział w japońskim odpowiedniku tej serii, najlepiej spisując się w pierwszym podejściu, kiedy to zajął 15. pozycję (ścigał się wówczas w ekipie March Engineering). W roku 1987 sięgnął również po tytuł w Japońskich Mistrzostwach Samochodów Sportowych.
W latach 1988–1996 Acheson brał udział w wyścigach długodystansowych i sportowych m.in. w Le Mans oraz w MŚ pojazdów GT. W roku 1996 brał udział w ciężkim wypadku w 24-godzinnym wyścigu w Daytona, po którym postanowił zakończyć karierę wyścigową.